# 香港小巴路線列表
以下是有關香港小巴路線列表，以香港行政區劃作分類。

## 内容
- 港島區小巴路線列表
- 九龍區小巴路線列表
- 新界區小巴路線列表
- 香港已取消小巴路線列表

## 外部連結
- 小巴薈：港島區專線小巴路線列表 （页面存档备份，存于）
- 小巴薈：九龍區專線小巴路線列表 （页面存档备份，存于）
- 小巴薈：新界區專線小巴路線列表 （页面存档备份，存于）
- 小巴薈：香港公共小巴路線列表 （页面存档备份，存于）